# Tandem
Pour les articles homonymes, voir Tandem (homonymie).
 (juillet 2015).
Si vous disposez d'ouvrages ou d'articles de référence ou si vous connaissez des sites web de qualité traitant du thème abordé ici, merci de compléter l'article en donnant les références utiles à sa vérifiabilité et en les liant à la section « Notes et références ».

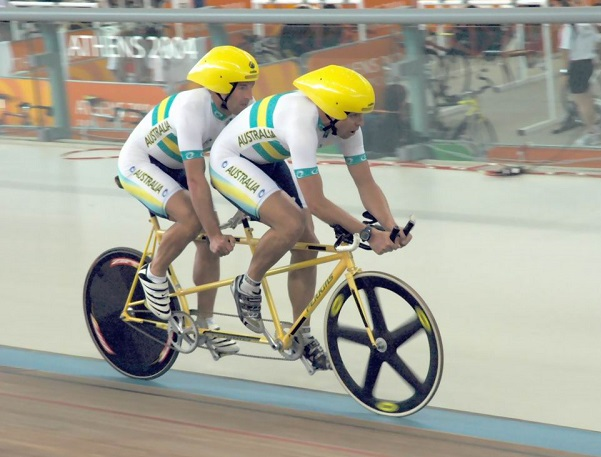
Un tandem de compétition. Ici aux Jeux paralympiques d'été de 2004 (Athènes).

Un tandem est une bicyclette à deux places, situées l'une derrière l'autre.
Les deux cyclistes pédalent à la même cadence car, sur la plupart des modèles, leurs pédaliers respectifs sont reliés par une chaîne montée sur des plateaux de taille identique, situés du côté opposé à la chaîne de transmission de leurs efforts vers la roue arrière. Il existe quelques modèles qui possèdent une roue libre au niveau des pédaliers, permettant de désynchroniser le pédalage. Le cycliste situé à l'arrière dispose de plus d'un guidon fixe monté directement sur le cadre ou sur le tube de selle du pilote. L'efficacité du tandem est plus grande que celle d'un vélo : les efforts combinés des deux cyclistes ne sont freinés que par la résistance à l'air d'un seul d'entre eux, et par la résistance au roulement des deux roues de l'engin. Cette efficacité est surtout sensible sur des terrains roulants. En côte, le tandem est moins performant que le vélo classique du fait des contraintes liées à la synchronisation des cyclistes, les forces aérodynamiques et de frottement mécanique étant faibles devant le poids du couple tandem-cyclistes dans ces conditions.
En raison de la possibilité pour le cycliste situé à l'arrière de ne pas avoir à se préoccuper du guidage de l'engin, il est fréquemment utilisé par les aveugles, qui peuvent ainsi pratiquer le cyclisme en binôme.

## Historique

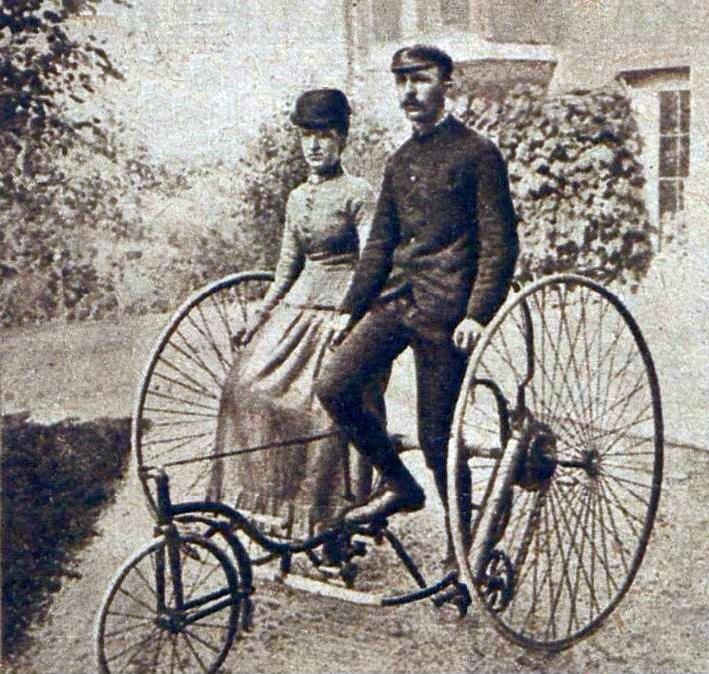
« Le sociable », ancêtre du tandem (vers 1870).

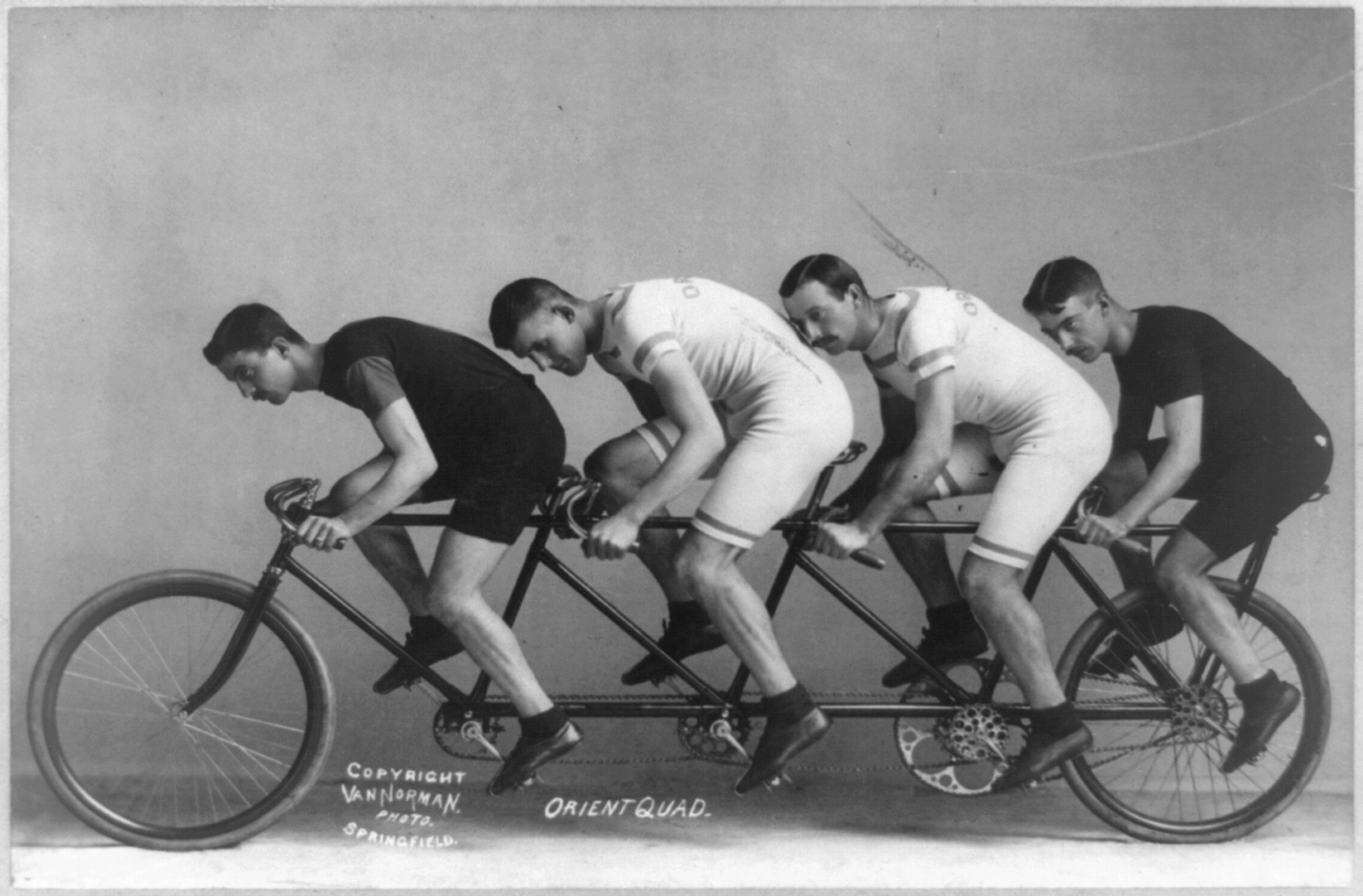
Ancien modèle de « tandem pour quatre cyclistes » ou quadruplette (1898).

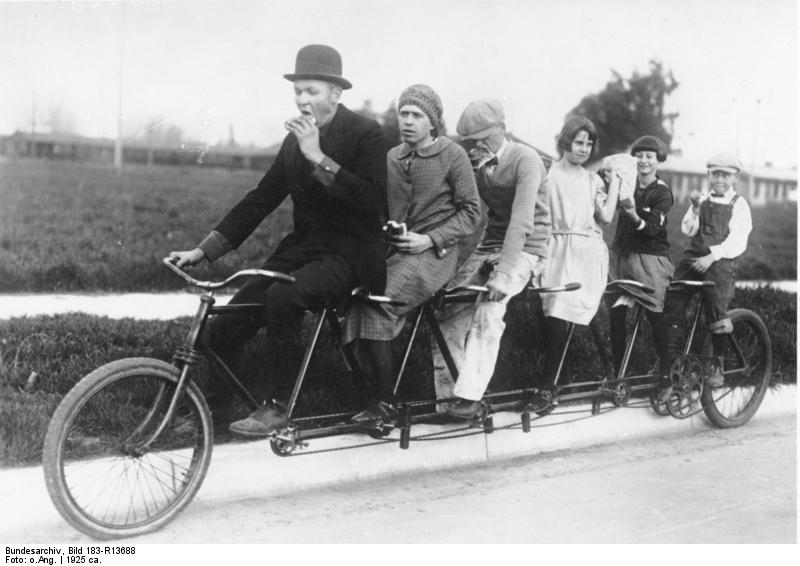
Un « tandem » familial à six places.

Le tandem a connu son heure de gloire dans les années 1930, lorsque les congés payés furent instaurés : il permettait aux couples d'ouvriers ne pouvant pas s'offrir le luxe d'une automobile de se promener ensemble sur les routes.
L'expression « travailler en tandem » tire son origine du nom de l'engin, en faisant référence à l'efficacité du duo de cyclistes.
De même que le vélo, le tandem a évolué et s'est diversifié en fonction des usages qu'on lui réserve. Ainsi, il existe des tandems de VTT et des tandems couchés. Par ailleurs, il en existe des versions sur lesquelles les cyclistes sont côte à côte, ainsi que des versions à trois ou quatre places (triplette, quadruplette comme celle servant de symbole à Alternatiba), voire plus. Il existe également des tandems courts de la longueur d'une bicyclette classique et dont la deuxième personne est assise à la place du porte bagage et pédale à travers la roue arrière[style à revoir]. Il a également figuré parmi les épreuves de cyclisme aux Jeux olympiques, de 1908 à 1972.

## Origine du nom
D'origine anglaise, le nom est un emprunt au latin tandem, qui signifie « enfin ». Le mot tandem était utilisé dans l'argot étudiant anglais pour exprimer l'idée de longueur.
Les étudiants raillaient les carrosses des personnes huppées, attelés d'une double colonne de chevaux, l'une à l'avant, et l'autre à l'arrière. Ces hippomobiles devenaient irraisonnablement longues. Le jeu des étudiants aurait été alors de crier « Tandem ! », soit « Enfin ! », quand la dernière rangée de chevaux était passée devant eux. Le propriétaire était ridiculisé et les chevaux effrayés. « Tandem » désigna alors argotiquement ces attelages, puis au fur et à mesure a désigné un cabriolet à deux chevaux attelés en flèche. Toutefois, on peut trouver une autre explication dans des traités sur les attelages hippomobiles : l'attelage de deux chevaux en flèche (« à la Tandem ») aurait été popularisé par un écuyer anglais du XVIIIe siècle, Lord Tandem. Mais l'existence de Lord Tandem ne semble pas avérée. Le sens actuel est attesté en 1884. Le double attelage a laissé place à un double pédalier...

## Technologie spécifique
La puissance développée par les deux cyclistes impose aux tandems des contraintes mécaniques différentes de celles des vélos simples.

### Ligne de chaîne
Pour apporter la force de pédalage du pilote (capitaine) vers la roue arrière, plusieurs solutions ont été apportées : la plus populaire est de relier le pédalier du pilote au pédalier du stoker par une chaîne tendue sur le côté gauche du vélo. Cette technique peu onéreuse exige une parfaite synchronisation entre la fréquence de pédalage du premier et du deuxième cycliste. Cette méthode est très exigeante sur la solidité de l'axe de pédalier du stoker. Le système comprend donc deux chaînes : l'une reliant les deux pédaliers et l'autre reliant le pédalier du stoker à la roue arrière. À cause des tensions qu'elle provoquait sur le deuxième axe de pédalier, on a déplacé cette chaîne du côté droit en ajoutant un plateau supplémentaire au pédalier du stoker.
Une solution plus marginale consiste à relier le premier pédalier à la roue arrière puis une deuxième chaîne reliant cette même roue arrière au deuxième pédalier. Pour éviter l'effet de synchronisation de pédalage, certains incorporent une roue libre au niveau des axes de pédaliers ce qui autorise un cycliste à pédaler pendant que l'autre reste au repos.

### Pédaliers
Le pédalier avant possède le même nombre de dents que le pédalier gauche du stoker. Ceci est tout à fait indispensable pour maintenir une fréquence de pédalage identique. La chaîne qui relie les deux pédaliers est tendue grâce à un système appelé excentrique placé sur le pédalier avant. Une autre méthode est d'employer un système similaire au système anti-déraillement utilisé en freeride.
Le pédalier « droit » du stoker est traditionnel, mis à part le grand plateau qui est souvent plus grand que sur les vélos classiques car sur le plat et en descente le tandem roule plus rapidement.

### Roues

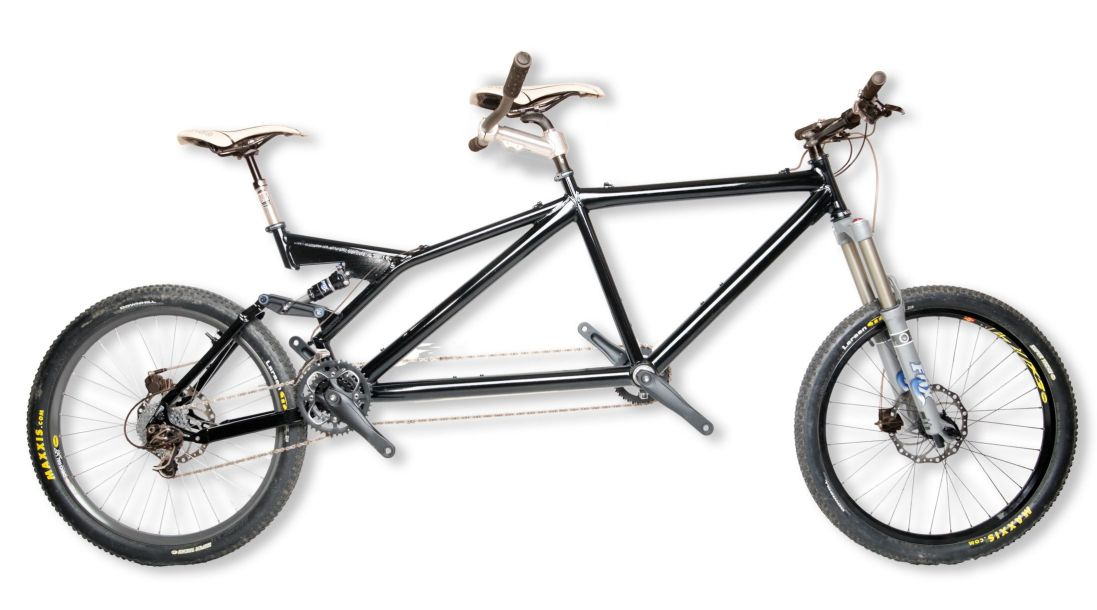
Un tandem tout terrain double suspendu moderne.

Le poids supporté par les roues étant deux fois plus important, il est nécessaire d'utiliser des roues solides et rigides. En utilisation tout terrain la jante sera choisie parmi celles destinées à la descente et au freeride tandis que les rayons seront montés de façon asymétrique pour permettre de centrer le gros moyeux robuste spécial tandem.
Le corps de roue libre souffre énormément et cette pièce d'usure doit souvent être changée.

### Freins
Suivant les utilisations, le système de freinage sera différent :
- Les tandems de route et tout chemin utilisent un système de freinage classique (cantiveler ou V-brake) ;
- Les tandems tout terrain utilisent des freins à disque d'un diamètre de 200 mm au minimum ;
- Certains utilisent la combinaison des deux précédents ;
- D'autres tandems utilisent des freins à tambour, couplés ou non avec un freinage classique.

### Fourche

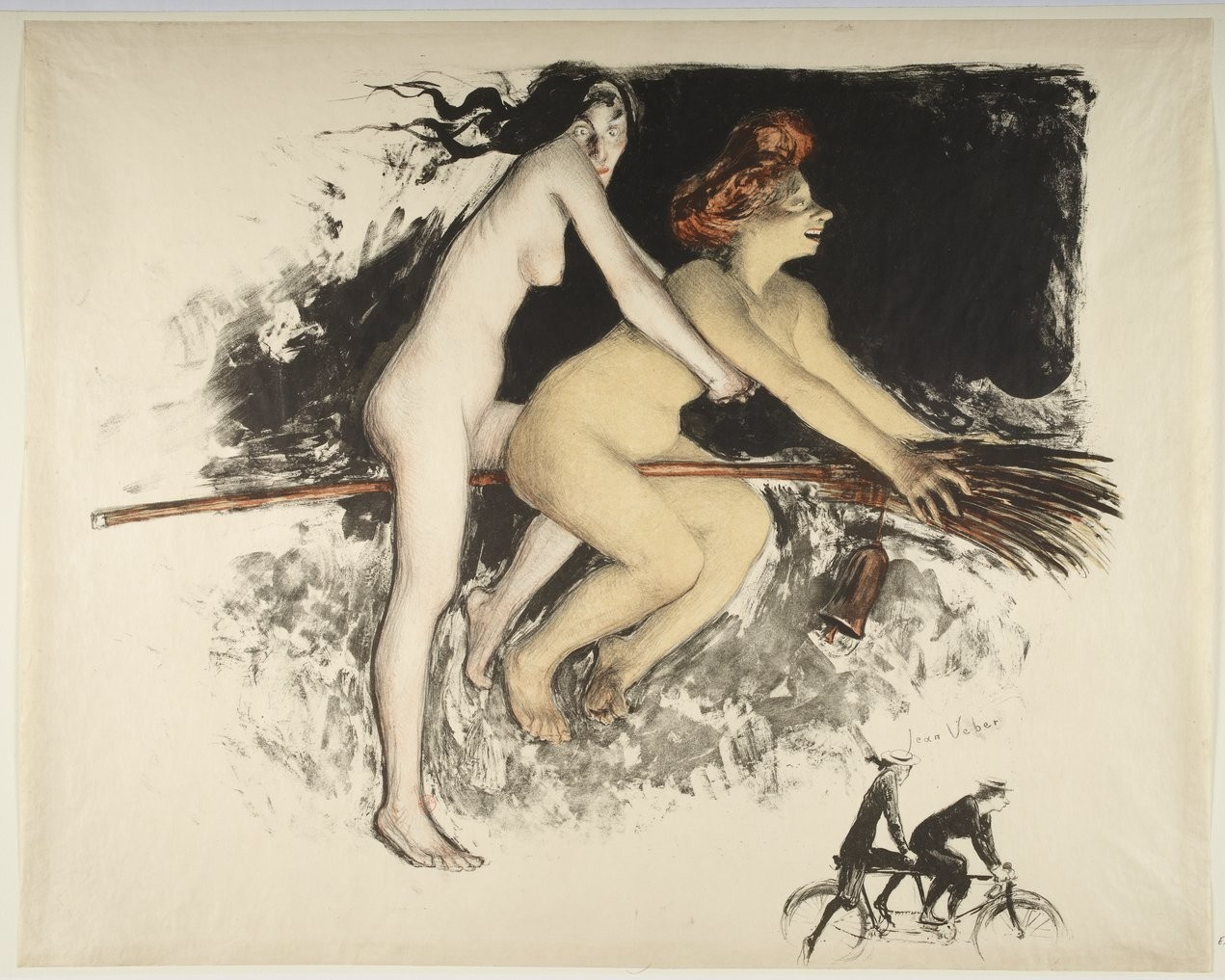
Jean Veber, Les Sorcières ou Tandem (1900).

En utilisation de route ou tout chemin, la fourche avant ne diffère du modèle standard que par sa solidité supplémentaire.
En utilisation tout terrain, la fourche subit beaucoup plus de contraintes car non seulement elle doit supporter le poids de deux personnes au lieu d'une, mais en plus elle subit de plein fouet les chocs puisque le pilote ne peut pas soulever l'avant du tandem.
Dès lors les fourches à amortisseur pour tandem tout terrain ont des plongeurs de 36 mm ou sont de format « double T ». Le débattement est souvent plus important (un minimum de 160 mm est à prévoir) et l'axe central de la roue est de 20 mm pour les mêmes raison de rigidité.